# Linopótis
Linopótis (grec moderne : Λινοπότης) est une localité située dans le dème de Kos, dans le district régional de Kos, dans la périphérie d'Égée-Méridionale, en Grèce.
Selon le recensement de 2021, elle compte 413 habitants.